# Журавушка
«Журавушка» — советский художественный фильм, поставленный на Московской ордена Ленина киностудии «Мосфильм» в 1968 году режиссёром Николаем Москаленко по повести Михаила Алексеева «Хлеб — имя существительное».

## Сюжет
Муж Марфы (Людмила Чурсина), как и многие во время войны, ушёл на фронт и не вернулся. Она не только в одиночку перенесла военные годы, но и в мирное послевоенное время остаётся одна. Несмотря на большое количество поклонников, Марфа продолжает хранить верность мужу, который когда-то называл её Журавушкой…

## В ролях
- Людмила Чурсина — Марфа Лунина
- Нонна Мордюкова — Глафира Дементьевна Огрехова
- Татьяна Пельтцер — бабка Настасья
- Римма Маркова — Авдотья Маркелова
- Армен Джигарханян — Михаил Фёдорович Стышной
- Николай Гриценко — Василий Куприянович Маркелов, председатель колхоза
- Георгий Жжёнов — отец Леонид (Леонид Трофимович)
- Евгений Шутов — Зуля
- Алёша Карпушкин — Серёжка Лунин в детстве[4]

## В эпизодах
- Инга Будкевич — Маринка, доярка
- Сергей Калинин — дед Маркелов
- Лариса Кронберг — Нюра, жена Зули
- Эмилия Кроль — невеста Сергея
- Владимир Тихонов — Сергей Петрович Лунин, жених, повзрослевший сын Марфы
- Борис Юрченко — шофёр
- Коля Данов — Серёжа Лунин, сын Марфы в детстве

## Съёмочная группа
- Автор сценария — Дмитрий Василиу
- Постановка — Николая Москаленко
- Главный оператор — Николай Олоновский
- Главный художник — Василий Щербак
- Композитор — Юрий Левитин
- Звукооператор — Юлия Булгакова
- Дирижёр — Вероника Дударова
- Костюмы — Г. Малченко-Жекулиной
- Монтаж — Антонины Камагоровой
- Грим — С. Калинина
- Редактор — Надежда Ушакова
- Оператор — Виктор Пищальников
- Комбинированные съёмки — В. Потехина
- Ассистенты:
режиссёра — Г. Воронина
оператора — Валерий Куракин
- Директор картины — Алла Жаворонкова

## Награды
- Государственной премии имени Братьев Васильевых (1970, удостоена актриса Людмила Чурсина за роли в фильмах «Виринея», «Журавушка», «Угрюм-река»).
- Приз лучшей актрисе Международного кинофестиваля в Сан-Себастьяне — Людмила Чурсина